# Bánhalmi Norbert
Bánhalmi Norbert, művésznevén BANHALMI (Budapest, 1979. május 14. –) jelenleg Bécsben élő, magyar fotóművész, alkalmazott fotográfus.

## Élete

### Iskolái
Általános iskolai tanulmányait a Fóti 1. számú Általános Iskolában kezdte, de a Fóti 2. számú Általános Iskolában fejezte be. Középiskolai tanulmányait az Újpesti Kéttannyelvű Műszaki Szakközépiskola és Gimnáziumban (UMSZKI) végezte, ahol érettségi után megszerezte az informatikai technikus végzettséget is. Ezt követően a MH Budapesti Katonai Szakképző Iskola és Kollégiumban (BKSZIK) honvéd tiszthelyettes–rádióállomás-üzemeltető végzettséget szerzett, majd 2000 augusztusában őrmesteri rendfokozattal hivatásos katonává avatták.
Főiskolai tanulmányait a Gábor Dénes Főiskola műszaki informatika szakán kezdte meg 2001-ben, 2005 októberében pedig informatikai mérnöki diplomát szerzett. 2000 és 2007 között a Magyar Honvédség Híradó Szertáránál, majd annak jogutódjánál, a Magyar Honvédség Híradó és Informatikai Parancsnokságán (MH HIP) szolgált az informatikai és távközlési központ részlegvezetőjeként Nagytarcsán. 2015 -ben fotóművészeti képesítést szerzett New Yorkban a New York Institute of Photography (NYIP) művészeti iskolában. Magyarországon nem fogadták el az Amerikában szerzett fotós szakképesítését, ezért 2018-ban Budapesten a Focus Oktatási központban, alkalmazott fotográfusi képesítést szerzett.

## Munkássága
Fotósként első komoly szakmai elismerésére csupán 2002-ig kellett várni, amikor egy hadgyakorlaton készült fényképe a Honvéd újság címlapjára került. Ugyanebben az évben a Magyar Honvédség vezérkari főnökének parancsára megalapította az alakulat saját fotós és videós részlegét.
2005-től Szőcs Réka, Tóth László Rudolf és Farkas Ádám társaságában kezdték a budapesti szórakozóhelyek eseményeinek dokumentálását, majd 2006-ban, több tucat fotóssal együttműködve megalapították vállalkozásukat, a HIPStudiót. Szintén ebben az évben a Hungaroring EVO gyorsulási versenyének hivatalos fotóscsapatává váltak, és országos hírnévre tettek szert.
2014 márciusában a budapesti Stefánia Galériában hozta létre első fotókiállítását, ahol 30 hétköznapi hölgy portréján keresztül mutatta be a szépség különböző jegyeit. Ezt követően még két kiállítása volt ebben az évben: júliusban Budapesten szabadtéri fotókiállítása volt PIN UP stílusú képekkel, decemberben pedig New Yorkban a New York-i Magyar Házban, ahol szintén 30 hétköznapi hölgyet kapott lencsevégre kedvenc New York-i helyszíneiken, hogy megmutassa, bárkiből lehet igazi modell.
2015-től folyamatosan dolgozik kiállításokon. 2017-ben pedig megjelent az „Ébredés – az Új kezdet” című könyve, amit Elek Erikával közösen hoztak létre, és Csernus Imre pszichiáter és dr. Dank Magdolna, a Semmelweis Egyetem Onkológiai Központjának igazgatója írták hozzá az előszót. Ebben a könyvben nőgyógyászati daganattal műtött hölgyek önvallomásai olvashatók, akik saját történetükön keresztül próbálták meg elmondani, hogy van kiút a rákbetegségből, és egy melleltávolítás után is lehet valaki igazi nő. Ezt követte a Vincent & Vincent – Szösszenetek könyve, ahol a teljes illusztrációt ő készítette, és Kovács Olga színművésznővel közösen néhány verset meg is filmesítettek. 2018-ban jelent meg a Lénárt Évával közösen szerkesztett „A Nő világa” című könyve, amelyben a női változó korra mutat be egy-egy szereplőt. Ezt kiegészítve egy blogot is létrehozott, ahol hétköznapi hölgyek a nem természetes krízis hatására bekövetkezett változásaikat oszthatják meg név nélkül az olvasókkal. A könyv előszavát Vámos Miklós írta.
2018. szeptember 18-án az Olympus világmárka magyarországi képviselete beválasztotta a fotós nagykövetei közé.
2020-tól a Tihanyi apátság tulajdonában lévő Rege Galéria kurátora. Első kiállítás amit a helyszínre szervezett, 2020. július 24 -én nyílt meg, és a "Most vagy Soha" címet kapta. Ide egy országos online fotópályázat keretein belül kerültek szakmai zsűri által kiválasztásra az alkotások, aminek a megalkotója is volt egyben. 2020-ban új alapokra helyezte a 2006-ban elindított vállalkozását és profi szabadúszó szakemberekkel közösen, megalapította a HIPStudio Kommunikációs Ügynökséget. 2020 szeptemberében a IV. Budapesti Fotósviadal egyik szakmai zsűrijének kérték fel, aki az esemény történetében először ment zsűriként végig a versenyzőkkel együtt a feladatokon. 
2021-ben az Olympus fényképezőgép márka magyarországi marketing és kommunikációs stratégiai partnerének választották. 2021 nyarán a Samsung Magyarországgal közösen, megalkottak Tihanyban a Rege Galériában egy állandóan változó digitális kiállítói teret. 2021 szeptemberében létrehozta Kerek Fannival a Starbucks Brand managerével és még 24 fotó -, és festőművésszel közösen, a Művészet Elvitelre jótékonysági projectet. Még ez év novemberében bemutatták online az 1934-ben és 1969-ben is Kékszalag verseny győztes Rabonbán hajó mini dokumentumfilmjét, melyet Szabó – Gamos Attilával cinematográfussal, Ugron Gáspár Gáborral és Szabó Sipos Barnabás színművésszel közösen alkottak meg. 
2021-ben az Olympus | OM SYSTEM világmárka magyarországi marketingeseként elért szakmai sikereiről a The Japan Times magazin Bridges szekciója is beszámolt. 
2022 januárjától 2024 decemberéig, Oravetz Dániel festőművésszel közösen ketten látják el a Rege Galéria Tihany kurátori feladatait. A helyszínt ebben az évben a Veszprém-Balaton 2023 – Európa Kulturális Fővárosa program hivatalos kiállítói helyszínévé választották.
2024 szeptemberében Bécsben, a Bécsi Magyar Iskola keretein belül, 14 év feletti fiatalok és felnőttek részére magyar nyelvű fotós tanfolyamot és iskolát indított.
2024 decemberében megbízást kapott, a történelmi múlttal rendelkező, Ausztria Magyar Egyesületek és Szervezetek Központi Szövetsége és a Bécsi Magyar Iskola marketing és kommunikációs feladatai ellátására Bécsben. Az intézmény történelmi központja Bécsben, az első kerületben a Schwedenplatz 2. szám alatt található, ami egyben az ő új székhelye is lett.
2025 áprilisában megalapította a BMI Fotoklub Wien -t, ami a Bécsben elő magyar ajkú hobbi és profi fotósoknak teremt valódi közösségi élményeket. A klubbal együtt a Brand Art Studio nonprofit művészeti egyesület is létrejött, amihez a Bécsi Szelet online művészeti magazin és a Digital Illusion fantázianevű társadalomkutató projekt is tartozik. Ez utóbbit Réczi Ágnes Bécsben élő magyar származású tervezőgrafikussal közösen keltették életre. 

## Kiállításai
1. Az igazi Nők – Budapest, Stefánia Palota | 2014
2. Azok a régi kacér idők – Budapest, Millenáris Velodrom | 2014
3. Magyar Nők New York -ban – New York-i Magyar Ház | 2014
4. A Nő 50 árnyalata – Budapest, Stefánia Palota | 2015
5. Apa lettem – Budapest, Bálna | 2016
6. Mérföldkövek `56 – New York-i Magyar Ház | 2016
7. Ébredés – az új kezdet! – Budapest, Stefánia Palota | 2017
8. Pest megye kortárs művészei – Budapest, Pest Megyei Kormányhivatal | 2018
9. A Nő világa – Budapest, Stefánia Palota | 2018
10. Balerina Project | Strut Your Stuff – New York, Bellmore | 2018
11. The Frame – Tihany, Rege Galéria | 2021
12. Te is Lehetsz | Magyar Nemzeti Balettintézet – Tihany, Rege Galéria | 2021
13. A Valóság Hamis Arcai – Tihany, Rege Galéria  | 2023
14. Touch 1.0 – Bewusst Seim in Fokus, Bécs | 2024
15. Touch 2.0 – Spiritual Touch, München | 2024
16. Touch 3.0 – Everness Festival, Siófok | 2024
17. Én a Nő – Bewusst Seim in Fokus, Bécs | 2024
18. Femme Fatale – CITYgalleryVIENNA, Bécs | 2025

## Kurátorként szervezett kiállításai 2020 - 2023 között
- 2020. július – szeptember, Most vagy Soha (fotókiállítás) – Apátsági Rege Cukrászda, Rege Galéria Tihany
- 2020. szeptember – október,  Bernát Sára – Sári varázslatos világa (festménykiállítás) – Apátsági Rege Cukrászda, Rege Galéria Tihany
- 2021. április – május, Konya Péter – Szemek A nagyvilágból (fotókiállítás) – Apátsági Rege Cukrászda, Rege Galéria Tihany
- 2021. június, Balatoni Kultúrhang – Rege 60 (fotókiállítás) – Apátsági Rege Cukrászda, Rege Galéria Tihany
- 2021. június – július, Szabo Sípos Barnabás – Medi – Szín (festménykiállítás) – Apátsági Rege Cukrászda, Rege Galéria Tihany
- 2021. július, Heim Klára – Ragyogás (Geode Art festmény kiállítás – Apátsági Rege Cukrászda, Rege Galéria Tihany
- 2021. augusztus – szeptember, The Frame (Digitális Fotóművészeti kiállítás)– Apátsági Rege Cukrászda, Rege Galéria Tihany
- 2021. október,  Pannon Fényképészkör Egyesület – Balaton-Felvidék (Digitális Fotóművészeti kiállítás) – Apátsági Rege Cukrászda, Rege Galéria Tihany
- 2022. január – március, Gecse – Legény Enikő – Félúton (Digitális Festőművészeti kiállítás) – Apátsági Rege Cukrászda, Rege Galéria
- 2022. április, Baumann Béla X John Judit X Polgár Martina – A Természet csodái (Digitális Fotóművészeti kiállítás) – Apátsági Rege Cukrászda, Rege Galéria

## Könyvek
- Elek Erika – Bánhalmi Norbert: Ébredés: Az Új kezdet! Fagyöngy Egyesület Veszprém. Budapest: Ars Hilaris Kft. 2017.   128. o. ISBN 9789631286632
- Vincent & Vincent – Bánhalmi Norbert: Szösszenetek. Kovács Olga színművésznő és Telekes Péter színművész. Budapest: Magánkiadás. 2017.   138. o. ISBN 2310005245015
- Vámos Miklós – Bánhalmi Norbert: A Nő világa. Lénárt Éva. Budapest: Magánkiadás. 2018.   180. o. ISBN 9786150018294

## Külső hivatkozások
- Bánhalmi Norbert a Facebookon
- Bánhalmi Norbert az Instagramon
- YouTube-videó. YouTube